# Serafim Bărzakov
Serafim Ivanov Bărzakov (in bulgaro Серафим Иванов Бързаков?; Samuilovo (Blagoevgrad), 22 luglio 1975) è un ex lottatore bulgaro, specializzato nella lotta libera.

## Palmarès

### Olimpiadi
- 1 medaglia:
  - 1 argento (Sydney 2000 nei 63 kg)

### Mondiali
- 4 medaglie:
  - 2 ori (Teheran 1998 nei 63 kg; Sofia 2001 nei 63 kg)
  - 2 argenti (New York 2003 nei 66 kg; Budapest 2005 nei 66 kg)